# Kingston Town
Singles de UB40
Homely Girl
(1989) Wear You to the Ball
(1990)
Kingston Town est une chanson écrite, composée et interprétée par le chanteur trinidadien Lord Creator (en) en 1970.
Elle est reprise en 1989 par le groupe de reggae britannique UB40 sur l'album Labour of Love II. Extraite en single en mars 1990, elle obtient un succès mondial, se classant en tête des ventes en France pendant trois semaines.

## Liste des titres
- 45 tours
  1. Kingston Town – 3:52
  2. Lickwood – 5:04

- Maxi 45 tours, CD Maxi
  1. Kingston Town (Extended Mix) – 5:16
  2. Lickwood – 5:04
  3. Kingston Town - 3:52

## Classements et certifications
| Classement (1990-1992)                 | Meilleure position |
| -------------------------------------- | ------------------ |
| Allemagne (Media Control AG)           | 5                  |
| Australie (ARIA)                       | 17                 |
| Autriche (Ö3 Austria Top 40)           | 5                  |
| Belgique (Flandre Ultratop 50 Singles) | 4                  |
| France (SNEP)                          | 1                  |
| Irlande (IRMA)                         | 8                  |
| Nouvelle-Zélande (RMNZ)                | 17                 |
| Pays-Bas (Nederlandse Top 40)          | 1                  |
| Pays-Bas (Single Top 100)              | 2                  |
| Royaume-Uni (UK Singles Chart)         | 4                  |
| Suède (Sverigetopplistan)              | 14                 |
| Suisse (Schweizer Hitparade)           | 8                  |

| Pays              | Certification | Unités certifiées |
| ----------------- | ------------- | ----------------- |
| Allemagne (BVMI)  | Or            | 250 000           |
| France (SNEP)     | Or            | 400 000           |
| Royaume-Uni (BPI) | Platine       | 600 000           |